# Hymenocephalus neglectissimus
Hymenocephalus neglectissimus är en fiskart som beskrevs av Sazonov och Akitoshi Iwamoto 1992. Hymenocephalus neglectissimus ingår i släktet Hymenocephalus och familjen skolästfiskar. Inga underarter finns listade i Catalogue of Life.